# Giovanni Battista Cagnol de la Chambre
Giovanni Battista Michele Cagnol de la Chambre Marchese de Montaymon (Chambéry, 18 giugno 1756 – 22 settembre 1833) è stato un generale italiano, ufficiale veterano delle guerre napoleoniche, dopo la restaurazione, nel 1814 rientrò in servizio nell'Armata Sarda, e fu insignito da re Carlo Felice del Collare dell'Ordine supremo della Santissima Annunziata.

## Biografia
Nacque a Chambéry il 18 giugno 1756. Il 2 settembre 1792, aiutante maggiore con grado ed anzianità da sottotenente nel Reggimento "Dragoni del Re", e insignito del grado di capitano per passare all’attività di campagna al comando di uno squadrone. Partecipò alla guerra delle Alpi, e il 16 febbraio 1793 viene capitano tenente effettivo. L'8 marzo 1794 è promosso capitano, e il 19 marzo 1799, nella rivista in tale data indicato come capitano nel 1º Reggimento dei "Dragoni Piemontesi", unità costituita il 21 dicembre 1798.
Dopo la restaurazione, nel 1814 diviene tenente colonnello di cavalleria assegnato del Reggimento "Cavalleggeri di Piemonte", e il 17 gennaio 1815 è nominato cornetta nella 1ª compagnia delle Guardie del Corpo del Re. Il 18 dicembre 1815 è promosso colonnello di cavalleria, e l'8 agosto 1818, promosso tenente nelle Guardie del Corpo de Re. L'8 ottobre 1820 viene promosso maggior generale, e il 27 aprile 1821 e nominato Presidente della commissione militare di scrutinio degli Ufficiali. Il 25 dicembre 1824 è nominato capitano in 2ª della compagnia gentiluomini arcieri delle Guardie del Corpo de Re (compagnia savoiarda delle guardie del corpo). Il 30 aprile 1827 diviene nominato capitano effettivo nella 1ª Compagnia delle Guardie del Corpo de Re, e il 16 gennaio 1830 Re Carlo Felice lo insignì del Collare dell'Ordine supremo della Santissima Annunziata. Il 2 dicembre 1830 è promosso tenente generale d'armata. Nel 1831 si ritirò dal servizio per motivi di salute,  e quando in quell'anno re Carlo Alberto di Savoia ridusse da quattro ad una le compagnie delle Guardie del Corpo de Re, egli ottenne l'autorizzazione a depositare lo stendardo della sua compagnia sulla tomba del Re Carlo Felice a Hautecombe (una lapide ricorda il fatto). Si spense il 22 settembre 1833, e la sua salma venne tumulata nella Certosa reale di Collegno.

### Fonti
1. 1 2 3 4 5 6  Ilari, Shama 2008, p. 327.
2. 1 2 3 4 5 6 7  Lo Faso di Serradifalco 2016, p. 288.
3. ↑   Gazzetta piemontese, 1831,  p. 786. URL consultato il 12 marzo 2022.